# Гана на літніх Олімпійських іграх 2024
Гану на літніх Олімпійських іграх 2024 представляли вісім спортсменів у двох видах спорту.